# Toxoneuron bicolor
Toxoneuron bicolor är en stekelart som beskrevs av Szepligeti 1902. Toxoneuron bicolor ingår i släktet Toxoneuron och familjen bracksteklar. Inga underarter finns listade i Catalogue of Life.